# Wiesław Janczyk
Wiesław Stanisław Janczyk (ur. 7 kwietnia 1964 w Chomranicach) – polski polityk i samorządowiec. Poseł na Sejm VI, VII, VIII i IX kadencji, w latach 2016–2018 sekretarz stanu w Ministerstwie Finansów, członek Rady Polityki Pieniężnej w kadencji 2022–2028.

## Życiorys
W 1993 ukończył studia na kierunku filologia polska na Wydziale Filologicznym Uniwersytetu Jagiellońskiego, a w 2001 studia podyplomowe z rachunkowości i zarządzania finansami w Państwowej Wyższej Szkole Zawodowej w Nowym Sączu. Pracował w Banku Gospodarki Żywnościowej jako m.in. zastępca dyrektora oddziału. Zajmował też stanowisko wiceprezesa zarządu spółki akcyjnej „Remag”.  W wyborach samorządowych w 1998 uzyskał mandat radnego gminy Limanowa z listy Akcji Wyborczej Solidarność. W 2002 i 2006 był wybierany do rady powiatu limanowskiego.
W 2001 i 2005 z listy Prawa i Sprawiedliwości bez powodzenia kandydował do Sejmu. Startując w wyborach parlamentarnych w 2007, uzyskując 10 696 głosów, uzyskał mandat posła na Sejm VI kadencji z okręgu nowosądeckiego. W wyborach do Sejmu w 2011 z powodzeniem ubiegał się o reelekcję, dostał 13 993 głosy. 26 listopada 2011 został wybrany przez radę polityczną PiS w skład komitetu politycznego tej partii.
W 2015 po raz kolejny został posłem, otrzymując 16 349 głosów. W marcu 2016 powołany na sekretarza stanu w Ministerstwie Finansów. 20 marca 2018 został odwołany z tego stanowiska. Objął również stanowisko przewodniczącego Komisji Nadzoru Audytowego. W wyborach w 2019 również uzyskał mandat poselski, zdobywając wówczas 16 305 głosów.
W styczniu 2022 został rekomendowany w Sejmie przez swoje macierzyste ugrupowanie do Rady Polityki Pieniężnej. Został wybrany w skład RPP w następnym miesiącu na okres sześcioletniej kadencji (do 2028); w związku z tym wyborem wygasł jego mandat poselski.

## Wyróżnienia
- Tytuł honorowego obywatela gminy Mszana Dolna (2017)[12]